# 宇田川玄随
宇田川 玄随（うだがわ げんずい、宝暦5年12月27日（1756年1月28日） - 寛政9年12月18日（1798年2月3日））は医学者、蘭学者。名は晋、字は明卿、号は槐園（かいえん）または東海（とうかい）。

## 経歴
代々江戸詰の津山藩医を務める家系に生まれる。元来は漢方医であったが、杉田玄白・前野良沢らと交流するうちに蘭学へと転向し、大槻玄沢の芝蘭堂で学ぶ。宇田川玄真は養子。弟子に佐藤信淵など。 墓所は泰安寺（岡山県津山市）にある。

## 著作
- 『西説内科撰要』　- ヨハネス・デ・ゴルテル著の『簡明内科書』の訳書で日本初の内科書。桂川甫周より与えられた。
- 『内科書付録《製錬術》』 - ステフェン・ブランカールト著の訳書で日本初の製薬化学書。
- 『遠西草木略』
- 『東西病考』
- 『ハルマ和解』 - 編纂に参加・協力。
- 『蘭訳弁髦』（全5冊、1793年成立）。